# Colin John McRae
Colin John McRae (* 22. Oktober 1812 in McFarlan, North Carolina; † Februar 1877 in Puerto Cortés, Honduras) war ein US-amerikanischer Geschäftsmann und Politiker. Er war um die sechs Fuß groß und von mittlerer Statur. Ferner hatte er hellbraunes Haar und blaue Augen. Als kluger Geschäftsmann war er energisch, ungeduldig und akribisch bei abgeschlossenen Verbindlichkeiten. Er war der Bruder von John Jones McRae, dem Gouverneur und US-Senator des US-Bundesstaates Mississippi.

## Werdegang
Colin John McRae, eines von elf Kindern von Elizabeth Mary und John M. McRae († 1835), einem Händler in Sneedsboro (heute McFarlan), wurde während des Britisch-Amerikanischen Krieges im Anson County geboren und verbrachte dort die ersten Lebensjahre. Die Familie zog dann 1818 nach Mississippi und ließ sich in Winchester (Wayne County) nieder. Sein Vater gründete dort ein erfolgreiches Handels- und Kommissionärunternehmen, welches eigene Lastkähne auf den Flüssen und der Hochsee bei Schonern für den Transport von Baumwolle zu Binnenhäfen einsetzte. Die Familie zog dann 1827 an die Mündung des Pascagoula Rivers im Jackson County. McRae und seine Brüder wurden von einer französischen Familie in Pascagoula verpflegt und besuchten die Frederick's School, welche von einem früheren Offizier von Napoleon Bonaparte (1769–1821) betrieben wurde. Nach dem Erhalt von zusätzlichen Privatunterricht besuchte er ein kleines Jesuiten-College in Biloxi (Harrison County) ein Jahr lang. Als sein Vater am 11. März 1835 verstarb, übernahm McRae das Geschäft seines Vaters und betrieb es für den Rest seines Lebens. Er heiratete niemals. 1837 half er bei der Gründung der Mississippi City Company, welche die Town von Mississippi City an der Golfküste westlich von Pascagoula gründete. 1838 saß er eine Amtszeit in der Mississippi Legislature. Er lehnte eine Wiederwahl ab. Die Folgejahre waren von der Wirtschaftskrise von 1837 überschattet und dem folgenden Mexikanisch-Amerikanischen Krieg. 1840 verlegte er sein erfolgreiches Baumwollprovisions- und Kommissionärunternehmen nach Mobile (Alabama) und ging 1842 eine Partnerschaft mit seinem späteren Schwager Burwell Boykin ein. Boykin heiratete 1843 dessen Schwester Elizabeth McKenzie (1823–1885). Mit seinem Bruder John erwarb Colin Aktien, förderte die Mobile and Ohio Railroad sowie die Mobile and New Orleans Railroad und war in der Landspekulation tätig.
Mit dem Aufkommen der Sezession war McRae für die Konföderierten Staaten in verschiedenen Funktionen tätig. Er war stets ein strenger demokratischer Verfechter der Staatsrechte und ein Unterstützer der Sezession von Alabama. Im Januar 1861 wurde er in den Provisorischen Konföderiertenkongress gewählt, welcher den Grundstein für die konföderierte Regierung legte. Seine Hauptanliegen war die Verteidigung von Mobile, die Vorbereitung des Krieges und Provision aus der Kaperei zu erzielen. Auf sein Drängen hin erwarb die konföderierte Regierung 1862 die Selma Manufacturing Company, welche Nachschubprodukte, Panzerplatten und Munition herstellte. In diesem Zusammenhang wurde er zum Agent ernannt, welcher den Betrieb überwachen sollte. Der wichtigste Beitrag von McRae für die Konföderierten Staaten war aber der als Chief Financial Agent in Europa von Mai 1863 bis zum Ende des Bürgerkrieges. Als McRae in Europa ankam, war der Darlehnsvertrag zwischen den Konföderierten Staaten und dem französischen Bankhaus Emile Erlanger & Co. über 3.000.000 Dollar bereits abgeschlossen. Seine Aufgabe war es den Verkauf der Anleihen zu managen und den Erlös auszubezahlen. Im September 1863 wurden alle konföderierten Finanztransaktionen der Kriegs- und Marineministerien unter McRaes Zuständigkeit zusammengefasst. Auf seinen Vorschlag hin übernahm die konföderierte Regierung 1864 die Kontrolle über alle Blockadebrecher, um in Europa den Kredit nachzubessern und die Versorgung mit lebensnotwendigen Gütern für die Konföderation zu sichern. Die Hauptquellen für McRaes Anleihen waren Darlehns- und Baumwollkredite. Er hatte nie genug Geld. 1864 unternahm er einen erfolglosen Versuch polnische Exilanten in Europa für den konföderierten Dienst zu rekrutieren. Mit der Einnahm von Fort Fisher im Januar 1865 wurde der letzte konföderierte Blockadebrecherhafen geschlossen und beendete praktisch seine Tätigkeit. Englische Gläubige und die Vereinigten Staaten verklagten McRae auf dessen konföderiertes Vermögen, aber als das Court of Equity entschied, dass die US-Ansprüche Vorrang hatten, besaß McRae kein Vermögen mehr. Obwohl er selbst in persönlichen finanziellen Nöten war, verblieb McRae in England, um die juristische Verteidigung für Jefferson Davis (1808–1889) zu arrangieren. Im Glauben, dass er keine Begnadigung zu Hause bekommen würde, zog er im Oktober 1867 nach Puerto Cortés in Honduras, wo er eine Plantage und ein Geschäft erwarb. Er verstarb dort ungefähr zehn Jahre später.